# Milanówek Grudów
Milanówek Grudów – przystanek Warszawskiej Kolei Dojazdowej położona przy ul. Królewskiej i Grudowskiej w Milanówku, na Grudowie.
W roku 2022 dzienna wymiana pasażerska na przystanku wyniosła 500-699 osób.
Milanówek Grudów jest stacją końcową linii. Dawniej za stacją znajdowały się jeszcze przystanki: Milanówek Graniczna oraz Milanówek Prosta. Linia kończyła się na stacji Milanówek EKD, położonej obok dworca PKP. Odcinek Milanówek Graniczna - Milanówek EKD zlikwidowano w 1972 roku, a odcinek Milanówek Grudów - Milanówek Graniczna w 1995 roku.
| Linia | Trasa                                                                             | Takt       |
| ----- | --------------------------------------------------------------------------------- | ---------- |
|       | Warszawa Śródmieście WKD - Pruszków WKD - Podkowa Leśna Główna - Milanówek Grudów | 30/60 min. |

## Opis stacji

### Peron
Przystanek składa się z jednego peronu bocznego posiadającego jedną krawędź peronową. Na peronie znajduje się blaszana wiata przystankowa